# Míssil balístico lançado do ar

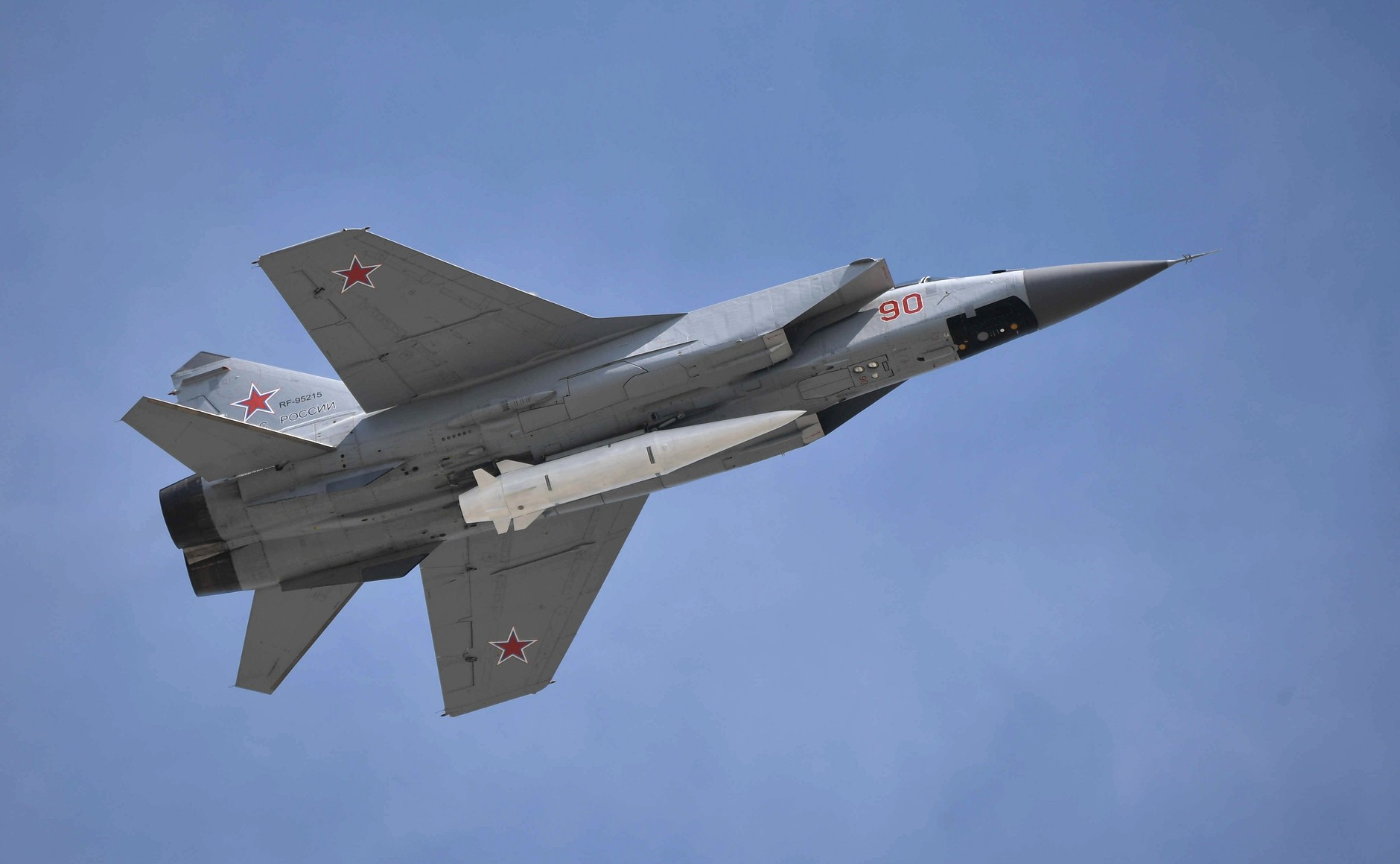
Kh-47M2 Kinzhal instalado em um MiG-31 sobrevoando a praça vermelha no dia da vitoria.

Um míssil balístico lançado a ar ou MBLA é um míssil balístico lançado de uma aeronave. Um MBLA permite que a aeronave de lançamento fique a longas distâncias de seu 

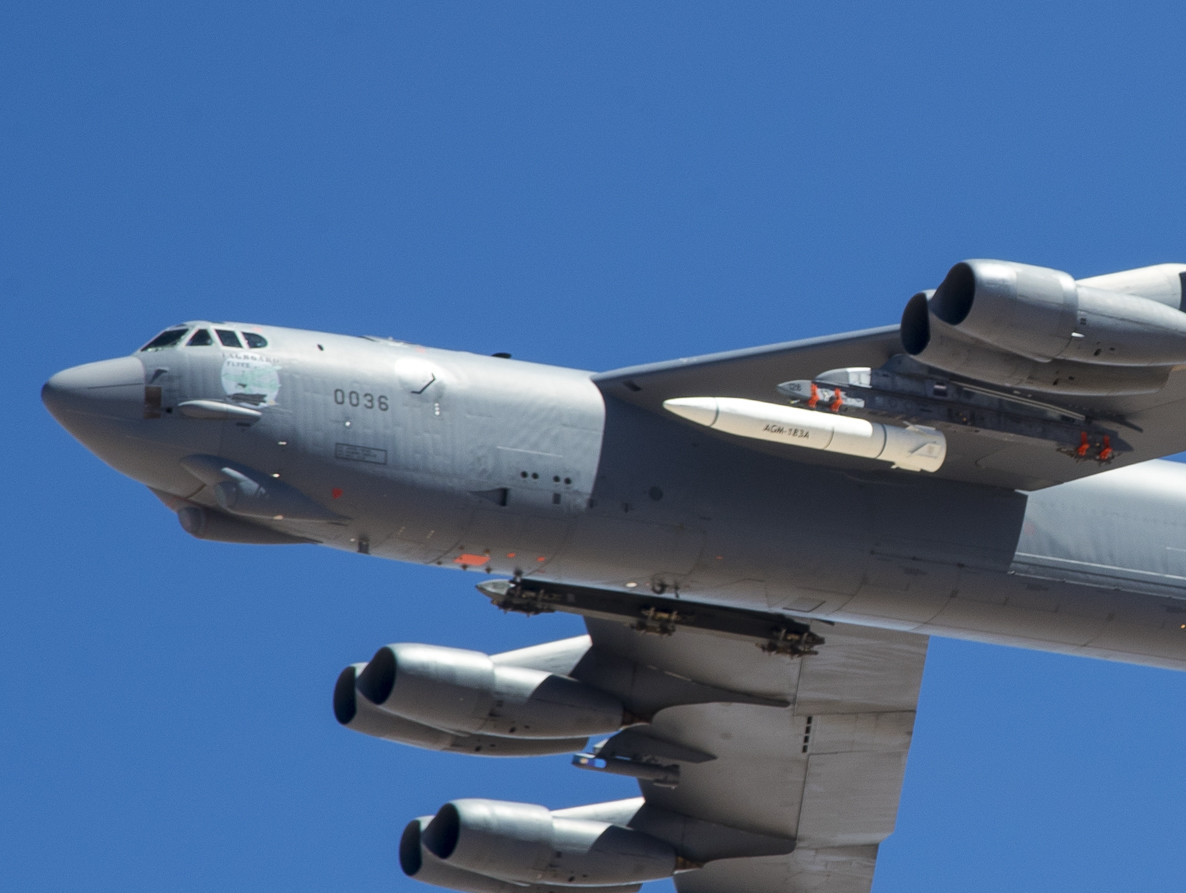
AGM-183 ARRW sob a asa de um B-52.

alvo, mantendo-a bem fora do alcance de armas defensivas como mísseis antiaéreos e aeronaves interceptadoras. Uma vez lançado, o míssil é essencialmente imune à interceptação. Esta combinação de características permitiu que um bombardeiro estratégico apresentasse uma opção de dissuasão crível em uma era ao melhorar as defesas antiaéreas parecia tornar os bombardeiros convencionais obsoletos.

## Atualidade

### Kh-47M2 Kinzhal
Em 2018, a Rússia revelou um míssil balístico lançado a ar chamado Kh-47M2 Kinzhal com um alcance de 2.000 km (1.200 mi). Suspeita-se que seja uma versão do míssil Iskander  Mísseis aerobalísticos soviéticos anteriores têm um alcance muito menor, por exemplo, Kh-15 só tem um alcance de 300 km (190 mi).

### DF-21 e DF-17
Em março de 2018, o chefe da Agência de Inteligência de Defesa, Robert Ashley, confirmou que a China está desenvolvendo dois novos mísseis balísticos lançados a ar, um dos quais pode transportar uma ogiva nuclear. O bombardeiro H-6K seria adequado para lançar tais mísseis. Um desses mísseis é um derivado do DF-21 chamado CH-AS-X-13 e tem um alcance de 3.000 km.
Em outubro de 2020, um bombardeiro H-6 foi visto na Base Aérea de Neixiang pousando com o que parecia ser um míssil balístico lançado a ar semelhante ao DF-17. 